# Ambagarh Chowki
Ambagarh Chowki là một thị xã và là một nagar panchayat của quận Rajnandgaon thuộc bang Chhattisgarh, Ấn Độ.

## Nhân khẩu
Theo điều tra dân số năm 2001 của Ấn Độ, Ambagarh Chowki có dân số 8494 người. Phái nam chiếm 49% tổng số dân và phái nữ chiếm 51%. Ambagarh Chowki có tỷ lệ 79% biết đọc biết viết, cao hơn tỷ lệ trung bình toàn quốc là 59,5%: tỷ lệ cho phái nam là 83%, và tỷ lệ cho phái nữ là 75%. Tại Ambagarh Chowki, 12% dân số nhỏ hơn 6 tuổi.